# روش کاوشگر کلوییدی

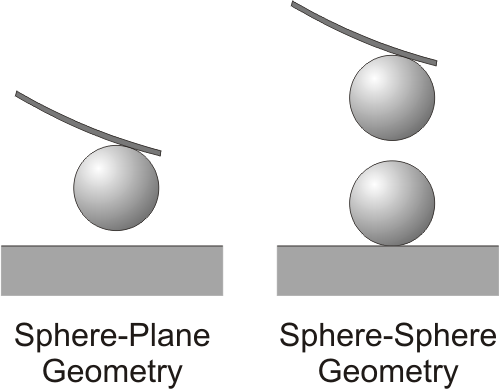
تکنیک کاوشگر کلوئیدی برای اندازه‌گیری مستقیم نیرو در هندسه‌های کره-صفحه و کره-کره.

تکنیک کاوشگر کلوئیدی اغلب برای اندازه‌گیری نیروهای برهم کنشی بین ذرات کلوئیدی و / یا سطوح مسطح در هوا یا محلول استفاده می‌شود. این روش مبتنی بر استفاده از میکروسکوپ نیروی اتمی (AFM) است. کاوشگر کلوئیدی از یک ذره کلوئیدی با قطر چند میکرومتر تشکیل شده‌است که به یک اهرم AFM متصل است.
روش کاوشگر کلوئیدی در سال ۱۹۹۱ به‌طور مستقل توسط داکر و بات کشف شد. از زمان توسعه، این ابزار محبوبیت زیادی را در آزمایشگاه‌های تحقیقاتی کسب کرده‌است و در تحقیقات علمی بسیار مورد بررسی قرار گرفته‌است.
روش‌های دیگر برای اندازه‌گیری نیرو میان سطوح شامل وسیله نیروهای سطحی، میکروسکوپ انعکاس داخلی و روش موچین نوری برای میکروسکوپ تصویری است.

## هدف
توانایی اندازه‌گیری مستقیم نیروهای مابین ذرات و سطوح ضروری است زیرا این نیروها در انواع فرایندهای مربوط به سیستم‌های کلوئیدی و پلیمری مورد بررسی می‌باشند. به عنوان مثال می‌توان به تجمع ذرات، رئولوژی تعلیق، رسوب ذرات و فرایندهای چسبندگی اشاره کرد.
روش کاوشگر کلوئیدی ابزاری برای اندازه‌گیری نیروهایی بین یک ذره کلوئیدی و یک صفحه مسطح یا بین دو ذره کلوئیدی فراهم می‌کند (شکل بالا را ببینید). ذراتی که در این آزمایش‌ها استفاده می‌شوند به‌طور معمول قطر بین ۱۰–۱ میکرومتر دارند. از کاربردهای رایج این روش می‌توان به اندازه‌گیری نیروهای بین دو لایه الکتریکی و بار سطحی، نیروهای ون در والس یا نیروهای ناشی از پلیمرهای جذب شده اشاره کرد.

## اصل
در روش کاوشگر کلوئیدی از میکروسکوپ AFM استاندارد برای محاسبه نیرو بکار گرفته می‌شود. این کاوشگر کلوئیدی به‌طور معمول از طریق اتصال ذره ای کلوئیدی به یک اهرم بدست می‌آید. با ثبت انحراف اهرم به عنوان تابعی از جابجایی عمودی اسکنر AFM می‌توان نیرویی را که بین کاوشگر و سطح ایجاد می‌شود را محاسبه کرد. از این نوع عملیات AFM به عنوان حالت نیرو یاد می‌شود. با استفاده از این کاوشگر می‌توان فعل و انفعالات بین سطوح مختلف و ذرات کاوشگر را در هندسه صفحه- کره مطالعه کرد. همچنین می‌توان با وصل کردن ذره دیگری به زیرلایه، نیروهای بین ذرات کلوئیدی را بررسی کرد و در هندسه کره-کره اندازه گرفت.

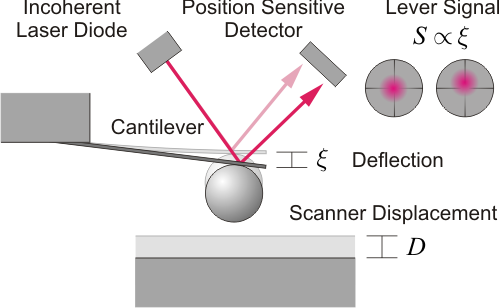
اصل اندازه‌گیری نیرو توسط روش کاوشگر کلوئیدی. تصویر جابجایی اسکنر D، انحراف کنسول ξ و سیگنال اهرم S.

حالت نیرو به کار رفته در روش کاوشگر کلوئیدی در شکل سمت راست نشان داده شده‌است. اسکنر از بلورهای پیزوالکتریک ساخته شده‌است، که قرارگیری آن را با دقت بیشتر از ۰٫۱ نانومتر امکان‌پذیر می‌کند. اسکنر به سمت کاوشگر منحرف می‌شود و بدین ترتیب جابجایی اسکنر D ضبط می‌شود. در همان زمان، انحراف اهرم ξ نیز اندازه‌گیری می‌شود. یکی از آنها میزان انحراف را با تابش پرتویی که از یک دیود منشعب می‌شود اندازه می‌گیرد. سیگنال اهرم Sنشان دهنده اختلاف جریانهای نوری است که از دو نیمه دیود نشات گرفته‌است؛ بنابراین سیگنال اهرم متناسب با انحراف ξ است.
در طول یک چرخه رفت و برگشتی، سیگنال اهرم S به عنوان تابعی از تغییر مکان عمودی D اسکنر ضبط می‌شود. فرض کنید که کاوشگر و بستر اجسام سخت و غیر شکل‌پذیری هستند و وقتی در تماس نیستند هیچ نیرویی بین آنها وجود ندارد. بدین ترتیب تا زمانی که در تماس با زیرلایه نباشد، اهرم تغییر شکل نخواهد داد. هنگامی که اهرم زیرلایه را لمس می‌کند، انحراف آن همان‌جابجایی زیرلایه خواهد بود. این پاسخ به عنوان سازگاری مداوم یا منطقه تماس شناخته می‌شود. سیگنال اهرم تابعی از جابجایی اسکنر D است. وقتی سطح‌ها با هم تماس نداشته باشند، سیگنال اهرم به صورت S 0 نشان داده می‌شود. این مقدار با سیگنال اهرم تغییر شکل داده نشده مطابقت دارد. در منطقه تماس، سیگنال اهرم یک تابع خطی از جابجایی است و می‌تواند به عنوان یک خط مستقیم نشان داده شود.
S = a D + b
پارامترهای a و b را می‌توان از تناسب حداقل مربعات ناحیه مطابقت معین محاسبه کرد. شیب معکوس a −1 نیز به عنوان حساسیت اهرم نوری مطرح می‌شود. با وارونه سازی این رابطه برای سیگنال اهرم S 0، می‌توان به‌طور دقیق نقطه تماس را از رابطه D 0 = (S 0 - b) / a بدست آورد. بسته به سطح، دقت در تعیین این نقطه تماس بین ۰٫۵–۲ نانومتر است.
ξ = (S - S 0) / a
به همین شکل می‌توان انحرافات اهرم را با وضوح بهتر از ۰٫۱ نانومتر مشخص کرد.
F = k ξ

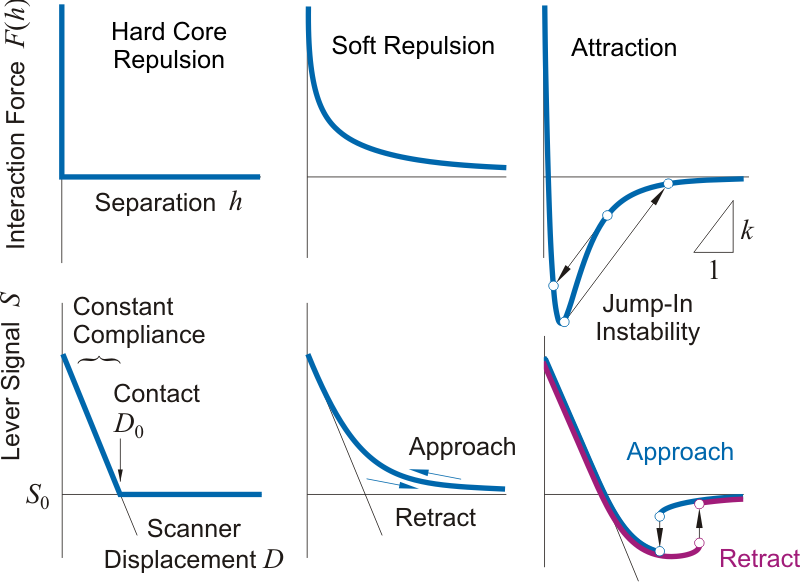
واکنش پروب کلوئیدی به مدل‌های مختلف نیرو. مدل نیروها در ردیف بالا و واکنش کنسول در پایین نشان داده می‌شوند. از چپ به راست: دافعه سخت هسته ای، دافعه نرم و جاذبه.

تصویر زیر واکنش اهرم به شکل‌های گوناگون نیرو را نشان می‌دهد. در مورد یک نیروی دافعه نرم، اهرم از سطح رانده می‌شود و فقط به آرامی به منطقه مطابقت ثابت نزدیک می‌شود. در این صورت، یافتن دقیق این منطقه ممکن است دشوار باشد. هنگامی که نیرو جاذبه باشد، اهرم جذب سطح می‌شود و احتمال ناپایداری آن وجود دارد.
dF / dh> k
این بی‌ثباتی در پنل سمت چپ شکل نمایان شده‌است. با نزدیک شدن اهرم، شیب منحنی نیرو زیاد می‌شود. لحظه ای که شیب از ثابت فنر اهرم فراتر رود، کنسول دچار تماس می‌شود.

## افزونه‌ها
کاوشگرهای کلوئیدی به‌طور معمول با اتصال ذره کلوئیدی به یک اهرم و یک ریزدانه در هوا ساخته می‌شوند. غوطه ور شدن مجدد کاوشگر ممکن است منجر به تشکیل حبابهایی در ابعاد نانو در سطح کاوشگر شود. با اتصال ذرات کلوئیدی در شرایط مرطوب به اهرم های عملکردی مناسب می‌توان از این مشکل جلوگیری کرد. در حالی که از تکنیک کاوشگر کلوئیدی بیشتر در هندسه صفحه-کره استفاده می‌شود، می‌توان از آن در هندسه کره-کره نیز استفاده کرد.
اندازه‌گیری نیرو به مقدار دقیق ثابت فنر کنسول متکی است. این ثابت فنر را می‌توان با تکنیک‌های مختلف اندازه‌گیری کرد. روش نویز حرارتی ساده‌ترین روش استفاده است، زیرا در اکثر AFMها اجرا می‌شود. این روش به تعیین دامنه میانگین مربع جابجایی اهرم ناشی از نوسانات حرارتی خود به خود متکی است. این کمیت با استفاده از قضیه تقسیم با ثابت فنر رابطه دارد. در روش جرم اضافه شده ، دانه‌هایی فلزی به اهرم متصل می‌شود و هر کدام از این دانه‌ها فرکانس تشدید را تعیین می‌کند. با بهره‌گیری از رابطه نوسان ساز هارمونیکی بین فرکانس، رزونانس و جرم اضافه شده می‌توان ثابت فنر را نیز بدست آورد. در روش هندسی از روابط بین هندسه اهرم و خواص الاستیکی آن استفاده می‌شود.